# Nantucket II (WLV-613)
Le Nantucket II (WLV-613) (en anglais : United States Lightship WLV-613 (Nantucket II) est un bateau-phare mis en service en 1952 qui est devenu le dernier navire-phare de l'United States Coast Guard à marquer l'Ambrose Channel (en) à l'entrée du port du Grand New York. Il a été remplacé, le 24 août 1967, par le phare d'Ambrose.

## Historique
Le WLV-613 a été réaffecté en tant que navire de secours sur la côte du Massachusetts à partir de 1967-1979. Il a d'abord pris le nom de Relief de 1967 à 1979. Après avoir été affecté en 1979 à Nantucket Shoals, le bateau-phare a alterné avec son navire-jumeau, le Nantucket (WLV-612), se relayant environ tous les 21 jours en tant que bateau-phare de Nantucket. Le WLV-613 était également le dernier bateau-phare à marquer le canal de Nantucket le 20 décembre 1983. Il a été désarmé et retiré en 1983.

## Préservation
Le WLV-613 a été amarré au chantier naval de Wareham dans le Massachusetts  jusqu'à ce qu'il soit transféré à New Bedford le 1er décembre 2014. Le navire (maintenant peint comme "NANTUCKET") appartient maintenant à William B. Golden et Kristen Golden, propriétaires du WLV-612 qui a également servi de bateau-phare à la station Nantucket. Actuellement, il est toujours situé à New Bedford, mais fermé au public.